# Sing Buri
Sing Buri (thailändisch สิงห์บุรี, Aussprache: [sĭŋ bùriː]) ist die Hauptstadt des Landkreises (Amphoe) Mueang Sing Buri und der Provinz Sing Buri in der Zentralregion von Thailand.

## Etymologie
Der Name kommt von Sanskrit सिंह (siṃhá, „Löwe“) und पुर (pura, „Stadt“).

## Geographie
Sing Buri liegt am Ufer des Mae Nam Chao Phraya (Chao-Phraya-Fluss) inmitten der fruchtbaren Zentralebene. Die Entfernung zur Hauptstadt Bangkok beträgt etwa 140 Kilometer.

## Geschichte
Die Stadt Sing Buri geht auf eine Siedlung der Dvaravati-Zeit zurück und ist eine der ältesten Städte Thailands.
Siehe auch: Geschichte Thailands

## Sehenswürdigkeiten
- Wat Na Phrathat (วัดหน้าพระธาตุ, früher Wat Hua Mueang) – buddhistische Tempelanlage (Wat), die Reliquien Buddhas und einen alten Prang aus der Blütezeit der Khmer beherbergt.
- Wat Sawang Arom (วัดสว่างอารมณ์) – bildet ein Zentrum des Handwerks für Buddhastatuen und stellt die wohl größte Sammlung der traditionellen Schattenspiel-Figuren aus.
- Heldendenkmal – zum Andenken an die großen Schlachten von König Ekathat 1765 gegen die Birmanen.